# Roberto (football, 1985)
Pour les articles homonymes, voir Roberto et Souza.
Roberto de Souza Rezende, dit Roberto Souza ou Roberto (né le 18 janvier 1985 à Goiana) est un footballeur brésilien..